# Prisad (obwód Burgas)
Prisad (bułg. Присад) – wieś w Bułgarii, w obwodzie Burgas, w gminie Sozopol. W 2023 roku liczyła 219 mieszkańców.